# Tecoluca
Tecoluca – miasto w Salwadorze, w departamencie San Vicente.